# Vincent van Hoof
Vincent van Hoof (Oosterhout, 1 maart 1995) is een voormalig Nederlands profvoetballer die in het verleden uitkwam voor RKC Waalwijk.

## Carrière
Vincent van Hoof debuteerde in het betaalde voetbal op 24 september 2015, in de met 1-2 verloren bekerwedstrijd tegen Helmond Sport. Hij startte in de basis en werd na 89 minuten vervangen door Nick Coster. Van Hoof maakte zijn competitiedebuut op 30 november 2015, in de met 0-0 gelijk gespeelde uitwedstrijd tegen FC Oss. Hij viel na 78 minuten in voor Mark Engberink. Vincent van Hoof maakte zijn eerste doelpunt in het betaalde voetbal op 18 december 2015, in de met 1-1 gelijk gespeelde thuiswedstrijd tegen FC Den Bosch. Van Hoof maakte in de laatste minuut de gelijkmaker, nadat Denis Pozder enkele minuten daarvoor Den Bosch op voorsprong had gezet. In de zomer van 2016 maakte Van Hoof de overstap naar Hoogstraten VV, waar hij een jaar speelde. Na twee jaar bij OJC Rosmalen speelt hij sinds 2019 bij Achilles Veen.

### Carrièrestatistieken
| Seizoen        | Club           | Land           | Competitie     | Competitie | Competitie | Beker | Beker | Totaal | Totaal |
| Seizoen        | Club           | Land           | Competitie     | Wed.       | Dlp.       | Wed.  | Dlp.  | Wed.   | Dlp.   |
| -------------- | -------------- | -------------- | -------------- | ---------- | ---------- | ----- | ----- | ------ | ------ |
| 2014/15        | RKC Waalwijk   | Nederland      | Eerste divisie | 0          | 0          | 0     | 0     | 0      | 0      |
| 2015/16        | RKC Waalwijk   | Nederland      | Eerste divisie | 2          | 1          | 1     | 0     | 3      | 1      |
| Carrièretotaal | Carrièretotaal | Carrièretotaal | Carrièretotaal | 2          | 1          | 1     | 0     | 3      | 1      |